# Johannes Poeppel

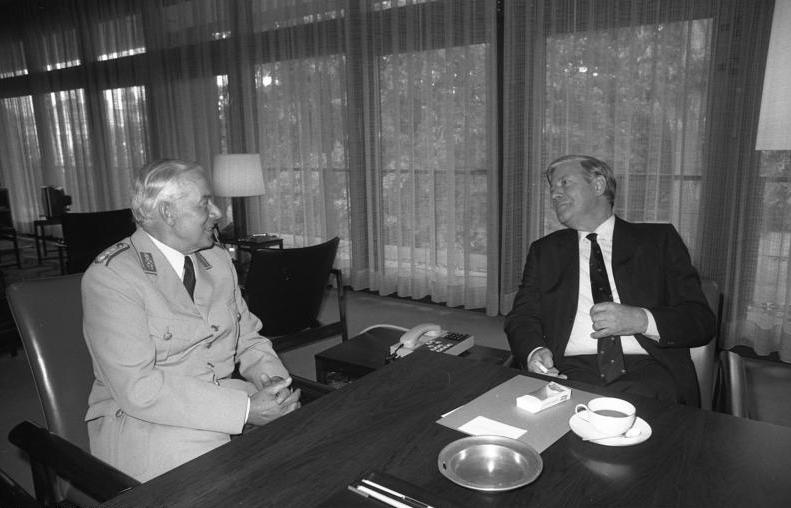
Poeppel (links) mit Helmut Schmidt im Bundeskanzleramt, 1981

Johannes Poeppel (* 20. Juli 1921 in Schivelbein; † 29. September 2007) war ein Generalleutnant des Heeres der Bundeswehr und zuletzt von 1979 bis 1981 Inspekteur des Heeres.

## Militärische Laufbahn
Von 1931 bis 1939 besuchte Poeppel die Oberschule in Berlin und trat am 1. Dezember 1939 als Offizieranwärter in den Dienst des pommerschen Artillerieregiments 32, dem er während des ganzen Zweiten Weltkrieges angehörte. Nachdem er längere Zeit als Batteriechef gedient hatte, war er bei Kriegsende Hauptmann und Regimentsadjutant. Der sowjetischen Kriegsgefangenschaft entkam er 1945 durch Flucht.
Von 1947 bis 1949 absolvierte er ein Studium an der „Pädagogischen Akademie Celle“ (Adolf-Reichwein-Hochschule Celle), unterbrochen durch ein Semester an der Universität Manchester. 1949 erhielt er eine Anstellung als Lehrer in Wriedel im Kreis Uelzen. Nach der mit Auszeichnung bestandenen Zweiten Lehramtsprüfung war er von 1952 bis 1954 als Assistent für Praktische Pädagogik an der Pädagogischen Hochschule Osnabrück tätig.
Nach Gründung der Bundeswehr 1955 bewarb sich Poeppel um Übernahme und wurde im selben Jahr als Hauptmann reaktiviert. Von 1958 bis 1961 nahm er an der Führungsakademie der Bundeswehr in Hamburg an der Generalstabsausbildung teil und war danach Generalstabsoffizier beim I. Korps in Münster unter dem Kommando von Generalleutnant Heinz Trettner. Anschließend war er bis 1964 persönlicher Adjutant der Generalinspekteure Friedrich Foertsch und Trettner. Nach dieser Verwendung wurde er Kommandeur des zum Artillerieregiment 3 (Divisionstruppen der 3. Panzerdivision) gehörenden Feldartilleriebataillons 31 in Lüneburg. 1967 diente er bei den Generalleutnanten Josef Moll und Albert Schnez als Planungsreferent im Führungsstab des Heeres im Bundesverteidigungsministerium in Bonn.
Vom 1. Januar 1970 bis zum 31. März 1973 übernahm Poeppel wieder ein Truppenkommando, diesmal die Panzergrenadierbrigade 1 in Hildesheim, wo er 1971 auch zum Brigadegeneral ernannt wurde. Schließlich führte er vom 1. Mai 1973 bis 31. März 1978 die scherzhaft „Eismeer-Division“ genannte, da am nördlichsten stationierte, 6. Panzergrenadierdivision in Neumünster. In dieser Verwendung wurde er zum Generalmajor ernannt.

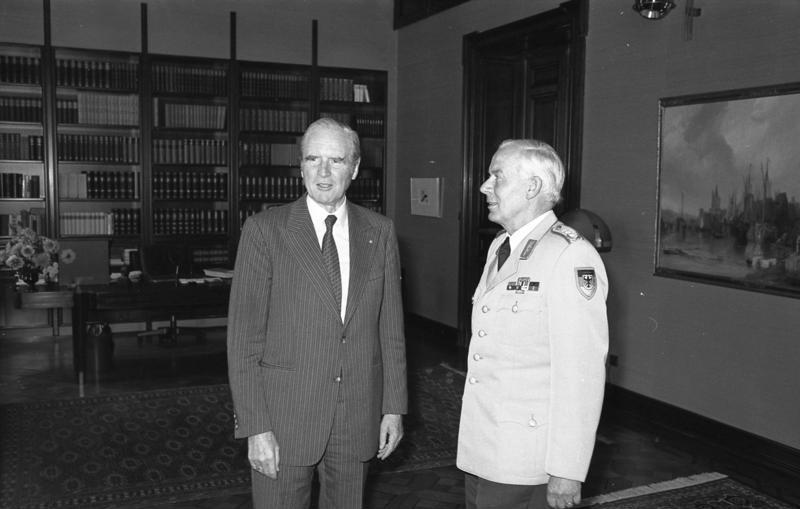
Abschiedsbesuch Poeppels (r.) bei Bundespräsident Karl Carstens im September 1981

Zum 1. April 1978 kehrte Poeppel wieder nach Bonn zurück und wurde als Nachfolger von Generalleutnant Rüdiger von Reichert – unter Beförderung zu diesem Dienstgrad – zum Stellvertreter des Generalinspekteurs der Bundeswehr, General Harald Wust, ernannt. Genau ein Jahr später, am 1. April 1979, löste er den damaligen Inspekteur des Heeres Generalleutnant Horst Hildebrandt ab. In Poeppels Amtszeit als Inspekteur des Heeres fiel unter anderem die Umgliederung der Heeresverbände in kleinere, beweglichere und leichter überschaubare Kampfverbände. Mehrfach setzte er sich für die Beibehaltung des militärischen Konzeptes der Vorneverteidigung ein und warnte vor Sparmaßnahmen auf Kosten der Qualität des Heeres. Entschieden sprach er sich auch für eine Verbesserung der Unteroffiziersausbildung aus.
Zum 1. Oktober 1981 trat Poeppel in den Ruhestand. Sein Nachfolger als Inspekteur des Heeres wurde der bisherige Kommandierende General des II. Korps in Ulm, Generalleutnant Meinhard Glanz.

## Privates
Poeppel war seit 1947 verheiratet. Seine Frau Edelgard stammt von einem benachbarten Gut der Poeppels in Hinterpommern. Sohn Burkhart war bis Ende Mai 2008 ebenfalls Offizier in der Bundeswehr, die Tochter Susanne studierte an der PH in Bonn.
Hans Poeppel war aktiver Sportler. Er segelte und spielte Tennis. Sein besonderes Interesse galt der Neueren Geschichte.

## Ehrungen
- 1979: Großes Verdienstkreuz der Bundesrepublik Deutschland
- 1981: Großes Verdienstkreuz mit Stern der Bundesrepublik Deutschland

## Werke
- Hans Poeppel, Wilhelm-Karl Prinz von Preußen, Karl-Günther von Hase (Hrsg.): Die Soldaten der Wehrmacht. Herbig, München 1998, ISBN 3-7766-2057-9 (Zahlreiche Ausgaben).